# Enrique Álvarez Pejovez
Enrique Álvarez (Callao, Perú, 31 de octubre de 1898-13 de enero de 1992) fue un futbolista peruano. Jugó de arquero en el Club Atlético Chalaco de la Primera División del Perú, con el cual logró el título del Campeonato Peruano de Fútbol de 1930.

## Trayectoria
Empezó su carrera en el Club Sportivo Jorge Chávez del Callao, club donde fue uno de sus fundadores en 1913. En 1923 pasó al Club Atlético Chalaco. 
Integró el Combinado Chalaco que le ganó por 1-0 al seleccionado uruguayo en 1924 y que enfrentó al Real Madrid en 1927.
En el torneo de Primera División de 1930 con el cuadro porteño logró el título del campeonato siendo titular en los cinco partidos jugados. Se retiró en 1931 a causa de una lesión y en los años siguientes fue dirigente del Club Atlético Chalaco.

## Clubes
| Club                       | País | Año         |
| -------------------------- | ---- | ----------- |
| Club Sportivo Jorge Chávez | Perú | 1913 - 1922 |
| Club Atlético Chalaco      | Perú | 1923 - 1931 |

## Palmarés

### Títulos nacionales
| Título           | Club                  | País | Año  |
| ---------------- | --------------------- | ---- | ---- |
| Primera División | Club Atlético Chalaco | Perú | 1930 |